# アンジェリーク
『アンジェリーク』は、1994年9月23日に光栄（現・コーエーテクモゲームス）から発売された女性向け恋愛シミュレーションゲーム、及び作中のヒロイン名。1994年に世界初の女性向け恋愛ゲームとして発売される。
「ネオロマンスシリーズ」の第1作でもある。

## 概要
女性向け恋愛シミュレーションゲーム市場を開拓した作品でアンジェリークシリーズ第1作。
襟川陽一と光栄を立ち上げた襟川恵子はゲームの客が男性ばかりなことに気がつき、1983年ごろから女性向けゲームの構想を練っていた。女性の視点を取り入れるため、女性開発者の育成を開始したが、当時は女性のプログラマーは少なかったため、文系の女性をシナリオ担当として採用することから始め、開発チームとなるルビーパーティーの設立に10年の時間をかけた。
舞台は天空に浮かぶ飛空都市。正反対の２人の女の子が天界の女王の座を目指し勉強に励む設定。それには9人の守護聖たちの協力が欠かせないことになる。女王候補に選ばれた主人公アンジェリーク・リモージュが、ライバルのロザリアと次期女王の座を争うという設定。大陸を育成して女王試験に合格することが本来の目的だが、その過程で恋愛を進めてゆくことができる。恋愛を最終段階まで達成した場合は恋愛エンディングとなり、女王の座を放棄することになる。他にも複数のエンディング（ED）が存在する。続編『アンジェリークSpecial2』では、アンジェリーク・リモージュとロザリアがそれぞれ女王、女王補佐官として登場し、主人公はアンジェリーク・コレットに交代する。
シリーズを通してアンジェリークという名のキャラクターは3名存在する。そのため、本作の主人公はリモージュまたは髪の色から金アンと呼ばれることがある。

## 歴史
アンジェリーク
1994年9月23日発売。スーパーファミコン用ソフト。光栄より発売。
2024年9月18日には『スーパーファミコン Nintendo Classics』の追加タイトルとして配信。
アンジェリークSpecial
1995年12月22日発売。PC-FX用ソフト。上記スーパーファミコン版に声優による台詞、音楽等を追加して移植したソフト。ゲーム内容は同じ。NECホームエレクトロニクスより発売。セガサターン、プレイステーション、Windows 95版は1996年3月29日、光栄より発売。さらに2013年1月29日に「my GAMECITY クラシックゲーム館」より有料ブラウザゲーム版として公開。9人の守護聖の力を借りて惑星を育成し、ライバルのロザリアと競いながら宇宙を治める新しい女王を目指す事が目的。ゲームの後半では守護聖との恋愛イベントが発生する。女王の座を諦めて守護聖と愛に走るかを決める事が可能なので進め方次第でマルチなエンディングが用意されている。
アンジェリーク ヴォイスファンタジー
1996年3月29日発売。スーパーファミコン用ソフト。付属のCDをデッキにかけ、リモコン制御することでゲームに音声を付加したソフト。ゲーム内容はスーパーファミコン版と同じ。光栄より発売。
アンジェリーク デュエット
1998年7月30日発売。セガサターン、プレイステーション用ソフト。ゲーム内容は『アンジェリークSpecial』と同じだが主人公としてアンジェリークとそのライバルキャラ、ロザリアの2人のうちから好きな方を選べる。守護聖との夜デート、女王候補同士の友情イベントなど全体にイベントが強化されている。光栄より発売。
アンジェリーク
2002年3月21日発売。ゲームボーイアドバンス用ソフト。ゲーム内容はスーパーファミコン版と同じだが音声付。コーエーより発売。
Mobileアンジェリーク
2004年10月18日発売。携帯電話用アプリ。ゲームをクリアすると、守護聖との想い出を絵本形式で閲覧できる「想い出の書」というアプリがダウンロード可能。閲覧できる「想い出」は、守護聖エンディングと、女王エンディングの全10種類。さらに、各エンディングを迎えたときのプレイ内容によって、表示される内容も変化する。コーエーより発売。
アンジェリーク デュエット
2006年4月6日発売。ニンテンドーDS用ソフト。ゲーム内容はセガサターン、プレイステーション版の『アンジェリーク デュエット』と同じだが音声無し。コーエーより発売。
アンジェリーク ルトゥール
2015年12月17日発売。PlayStation Vita/PlayStation Portable用ソフト。コーエーテクモゲームスより発売。スーパーファミコン版のリメイク。

## ストーリー
主人公、アンジェリーク（プレイヤー）はスモルニィ女学院に通うごく普通の女子高生。しかしある日突然、この宇宙を司る女王の後継者候補として選出されてしまう。女王になるための課題は、美しい惑星に浮かぶ大陸エリューションの住民に希望の光を与え、大陸をライバルより発展させること。同じく女王候補として選ばれたロザリアとともに女王試験として大陸を育成する課題を与えられたアンジェリークは女王を支える守護聖と呼ばれる9人の男性の力を借りることになる。女王を目指しながらも魅力的な守護聖たちに揺れる乙女心の行方は？

## 登場人物

### 女王候補
- アンジェリーク・リモージュ （声：白鳥由里）※アンジェリークSpecialを除く

ゲームの主人公。
- ロザリア・デ・カタルヘナ （声：三石琴乃）

成績優秀、容姿端麗な女王候補生。

### 守護聖
女王に仕え、宇宙を構成する9つの力「サクリア」を司る存在。9人の守護聖は個性が強く、仲間同士でいがみあうこともしばしばある。しかし女王に対する忠誠という点では一致団結できる強い絆に結ばれている。
- 光の守護聖ジュリアス （声：速水奨）

"誇り"を司る守護聖の筆頭。冷静で自己に厳しい性格。
- 闇の守護聖クラヴィス （声：塩沢兼人、ルトゥールは田中秀幸）

人々に"安らぎ"をもらたす。寡黙な性格。
- 風の守護聖ランディ （声：林延年）

"勇気"を司る。チャレンジ精神にあふれ、正義感が強い。
- 水の守護聖リュミエール （声：飛田展男）

繊細かつ優美な彼の笑みは、人々の心を優しさで満たす。
- 炎の守護聖オスカー （声：堀内賢雄）

人々に"強さ"を与える。守護聖きってのプレーボーイ。
- 緑の守護聖マルセル （声：結城比呂）

人々に"豊かさ"をもたらす。ちょっぴりわがままな一面も。
- 鋼の守護聖ゼフェル （声：岩田光央）

人々に"器用さ"を与える。口は悪くても、気はやさしい。
- 夢の守護聖オリヴィエ （声：子安武人）

人々に"美しさ"を与える。自由気ままな変わり者。
- 地の守護聖ルヴァ （声：関俊彦）

"知恵"を司る。温和な人柄と博識で皆の尊敬を得ている。

### その他
- 王立研究院責任者パスハ （声：矢尾一樹）※ルトゥールには登場しない
- 占い師サラ （声：折笠愛）※ルトゥールには登場しない
- 女王補佐官ディア （声：田中敦子）
- 第255代女王アンジェリーク （声：勝生真沙子）
- 前・緑の守護聖カティス （声：池田秀一）
- ブライアン（声：逢坂良太）※ルトゥールから登場
- 前・鋼の守護聖ライ ※ルトゥールから登場

## スタッフ
- 総括：ルビー・パーティ（コーエー）
- キャラクターデザイン：由羅カイリ
- 音楽：葛生千夏
- アニメーション制作：スタジオライブ

## 関連商品
闇の守護聖クラヴィス役の声優は、特記のない作品は塩沢兼人。

### ソフトウェア
- アンジェリーク美術館：1995年7月21日発売。デスクトップアクセサリ。Windows、Classic Mac OS用。
- レター工房アンジェリークポストクリップ：1996年発売。マルチレター印刷ソフト。Windows 95用ソフト。
- アンジェリークスクリーンカクテル：1997年1月31日発売。デスクトップアクセサリ。Windows 95用。
- アンジェリークラブラブメール：2000年10月27日発売。メールソフト。Windows 95/98/Me、Mac OS8.1/9用ソフト。

### OVA
- アンジェリーク（スペシャル・上・中・下）（闇の守護聖クラヴィス役は田中秀幸）

スタッフ
- 監督・演出 - 磨積良亜澄
- キャラクターデザイン - 由羅カイリ
- アニメーションキャラクターデザイン - 手島典子
- 作画監督 - 手島典子（上・下巻）、佐藤寿子（中巻）
- 脚本 - 土井佐智子
- 絵コンテ - ひいろゆきな（上巻）、加瀬充子（中・下巻）
- 美術監督 - 川口正明
- 色彩設計 - 有尾由紀子
- 撮影監督 - 本間孝弘（上巻）、斎藤秋男（中・下巻）
- 音楽 - 水谷広実
- 音響監督 - 菊田浩巳
- アニメーション制作 - ゆめ太カンパニー（現： TYOアニメーションズ）
- 企画・製作 - コーエー

### CD

#### ドラマ
- アンジェリーク 光と闇のサクリア（闇の守護聖クラヴィス役は島田敏）
- アンジェリーク ときめきの宝石箱（闇の守護聖クラヴィス役は島田敏）
- アンジェリーク 恋はPUSH&PUSH!
- アンジェリーク あなたの瞳に夢天使（スウィート・エンジェル）
- アンジェリーク 惑わせないで聖少女（イノセント・ガール）
- アンジェリークデュエット 飛空都市物語（ストーリー）

#### ドラマ（外伝）
- 無限音階
  - アンジェリーク外伝 無限音階1～4
  - アンジェリーク外伝 無限音階 音楽集・白鳥の歌
- 緋の輪郭
  - アンジェリーク外伝2 緋の輪郭1～4
  - アンジェリーク外伝2 緋の輪郭 音楽集・ソリテア幻想
- 禁域の鏡
  - アンジェリーク外伝3 禁域の鏡1～4
  - アンジェリーク外伝3 禁域の鏡 音楽集・楽園舞踏
- 虹の記憶
  - アンジェリーク外伝4 虹の記憶1～4
  - アンジェリーク外伝4 虹の記憶 音楽集・太陽の子守歌

#### ヴォーカル、音楽集
- アンジェリーク 優しい愛のメロディ
- アンジェリーク FALLIN’LOVE
- アンジェリーク SOIREE
- アンジェリーク Sing&Talk～ハルモニア
- アンジェリーク Hello Again!

### 書籍

#### 漫画
- アンジェリーク：由羅カイリ・角川書店・全11巻、新装版・全5巻
- アンジェリーク ルトゥール：蜜樹みこ・小学館・全2巻
- アンジェリーク ルトゥール 〜Secret Side〜：蜜樹みこ・小学館・全2巻

#### 小説
- 小説 アンジェリーク デュエット：須和雪里・ 光栄・全1巻